# Reliquiae Kotschyanae
Reliquiae Kotschyanae (abreviado Reliq. Kotschy.) es un libro con ilustraciones y descripciones botánicas que fue escrito por el botánico, etnólogo alemán y explorador del África; Georg August Schweinfurth y publicado en Berlín en el año 1868 con datos aportados por Theodor Kotschy.